# アフメト・ユルマズ・チャルク
アフメト・ユルマズ・チャルク（Ahmet Yılmaz Çalık、1994年2月26日 - 2022年1月11日）は、トルコ・アンカラ出身のプロサッカー選手。元トルコ代表。ポジションはディフェンダー。

## 経歴

### クラブ
ゲンチレルビルリイSKの下部組織出身で、後にトップチームに昇格して活躍。
2017年にガラタサライSKへ移籍し、後に移籍してきた長友佑都とチームメイトとなる。
2020年10月にコンヤスポルへ移籍し、レギュラーとしてチームを支えた。

### 代表
各世代でトルコ代表に選ばれており、UEFA U-19欧州選手権2013や2013 FIFA U-20ワールドカップに参加した。
2015年11月に行われたギリシャ代表との試合でA代表初キャップ。UEFA EURO 2016にもメンバー入りした。

### 突然の死
2022年1月11日の9時頃（現地時間）、チャルクの運転する車が柵を乗り越え転覆する事故が発生し、死亡が確認された。27歳没。

## タイトル
ガラタサライ
- スュペル・リグ:2017-18, 2018-19
- テュルキエ・クパス:2018-19
- テュルキエ・スュペル・クパス:2019